# Grolley
Grolley est une ancienne commune suisse et actuelle localité de Grolley-Ponthaux, située dans le canton de Fribourg, dans le district de la Sarine.

## Géographie
Grolley mesure 534 ha. 16,5 % de cette superficie correspond à des surfaces d'habitat ou d'infrastructure, 65,0 % à des surfaces agricoles et 18,4 % à des surfaces boisées.
Grolley est limitrophe de Belfaux, Belmont-Broye, Misery-Courtion et Ponthaux.

## Histoire
L'ancienne commune de Corsalettes a fusionné avec Grolley en 2000.
Le 3 mars 2024, les habitants acceptent, à 75%, la fusion de leur commune avec celle de Ponthaux pour former la future commune de Grolley-Ponthaux qui sera créée le 1er janvier 2025.

## Patrimoine bâti
Église Saint-Jean-Baptiste (Place de l'Église 1), bâtie en 1906-1907 par l'architecte Rodolphe Spielmann. Construction Heimatstil, avec éléments néogothiques. Dépendante d'abord de Belfaux, la paroisse de Grolley est érigée en 1802. Une chapelle est mentionnée déjà au XVe siècle.
Manoir de Chollet (Route du Château 1), bâti et 1749-1751 pour le Conseiller François-Jacques de Chollet (1693-1758). Corps de bâtiment principal singularisé par un avant-corps à trois axes de percements et d'ailes symétriques réunies, côté jardin, par une grande façade symétrique à onze axes de fenêtres. À l'étage, exceptionnel décor du grand salon par un ensemble de toiles peintes, d'après les Heures du jour de François-Thomas Mondon.
Château de Rosière (Chemin de la Rosière 3), manoir néoclassique élevé en 1826-1827 pour le notaire, député, puis conseiller d’État Nicolas Kern, selon les plans de l'ingénieur architecte Joseph de Raemy.

## Démographie
Grolley compte 2 120 habitants en 2023. Sa densité de population atteint 397 hab./km2.
Le graphique suivant résume l'évolution de la population de Grolley entre 1850 et 2008 :

## Personnalités
- Pascal Mayer (1958-), musicien et chef de chœur
- Adrien Lauper (1987-), hockeyeur suisse, est né et a grandi à Grolley ;
- Julien Sprunger (1986-), hockeyeur suisse, est né et a grandi à Grolley.